# Barentsia
Barentsia é um género de Entoprocta pertencente à família Barentsiidae.
O género possui uma distribuição cosmopolita.

## Espécies
Espécies (lista incompleta):
- Barentsia aggregata Johnston & Angel, 1940
- Barentsia antarctica Johnston & Angel, 1940
- Barentsia benedeni (Foettinger, 1887)